# USS Oregon City (CA-122)
O USS Oregon City foi um cruzador pesado operado pela Marinha dos Estados Unidos e a primeira embarcação da Classe Oregon City. Sua construção começou em abril de 1944 na Bethlehem Shipbuilding e foi lançado ao mar em junho de 1945, sendo comissionado na frota norte-americana em fevereiro do ano seguinte. Era armado com uma bateria principal composta por nove canhões de 203 milímetros montados em três torres de artilharia triplas, tinha um deslocamento carregado de mais de dezessete mil toneladas e alcançava uma velocidade máxima de 33 nós.
O Oregon City teve uma carreira ativa extremamente curta de menos de dois anos de duração. Ele serviu no Oceano Atlântico e suas únicas atividades durante o período consistiram na realização de treinamentos e exercícios de rotina, tanto na Costa Leste dos Estados Unidos quanto mais ao sul no Mar do Caribe. Foi descomissionado em dezembro de 1947 e deixado inativado na Frota de Reserva por mais de duas décadas. Nunca foi reativado, possivelmente porque era defeituoso de alguma maneira, sendo removido do registro naval no final de 1970 e desmontado em 1974.